# Telatyn (gemeente)
De gemeente Telatyn is een landgemeente in het Poolse woiwodschap Lublin, in powiat Tomaszowski (Lublin).
De zetel van de gemeente is in Telatyn.
Op 30 juni 2004 telde de gemeente 4529 inwoners.

## Oppervlakte gegevens
In 2002 bedroeg de totale oppervlakte van gemeente Telatyn 109,66 km², waarvan:
- agrarisch gebied: 88%
- bossen: 6%

De gemeente beslaat 7,37% van de totale oppervlakte van de powiat.

## Demografie
Stand op 30 juni 2004:
| Omschrijving                   | Totaal | Totaal | Vrouwen | Vrouwen | Mannen | Mannen |
| ------------------------------ | ------ | ------ | ------- | ------- | ------ | ------ |
| eenheid                        | aantal | %      | aantal  | %       | aantal | %      |
| inwoners                       | 4529   | 100    | 2251    | 49,7    | 2278   | 50,3   |
| bevolkingsdichtheid (inw./km²) | 41,3   | 41,3   | 20,5    | 20,5    | 20,8   | 20,8   |

In 2002 bedroeg het gemiddelde inkomen per inwoner 1249,18 zł.

## Administratieve plaatsen (sołectwo)
Dutrów, Franusin, Kryszyn, Łachowce, Łykoszyn, Marysin, Nowosiółki, Posadów, Poturzyn, Radków, Radków-Kolonia, Suszów, Telatyn, Telatyn-Kolonia, Telatyn-Kolonia Druga, Wasylów, Żulice.

## Overige plaatsen
Bazarek, Cegielnia, Centro, Chmielna, Dąbrowa, Głęboka, Łąka, Kolonia, Kolonia Kryszyn, Kolonia Nowosiółki, Kolonia Posadów, Kolonia Poturzyn, Kolonia Suszów, Kolonia Wasylów, Korea, Kryniczka, Majdan, Nowy Dutrów, Podliski, Pustki, Rudka, Sachalin, Siemiechy, Zabuda, Zastaw.

## Aangrenzende gemeenten
Dołhobyczów, Łaszczów, Mircze, Ulhówek

## Geschiedenis
In de Tweede Wereldoorlog was bij het dorp Nowosiółki het nazi-werkkamp kamp Nowosiółki. Het kamp werd gesticht voor slaven die de waterloop van de beken moesten reguleren. Tijdens Aktion Reinhard  ressorteerde het kamp onder kamp Sobibor.